# Marie-Josée Ta Lou
Marie-Josée Ta Lou, född 18 november 1988 i Bouaflé, Elfenbenskusten, är en ivoriansk friidrottare som tävlar i kortdistanslöpning.

## Karriär
Ta Lou tävlade för Elfenbenskusten vid olympiska sommarspelen 2016 i Rio de Janeiro, där hon slutade på 4:e plats i både 100 och 200 meter.
Vid olympiska sommarspelen 2020 i Tokyo tävlade Ta Lou i två grenar. Hon slutade på 4:e plats i damernas 100 meter och på 5:e plats i damernas 200 meter.

## Personliga rekord
| Utomhus - 100 meter – 10,72 (Monaco, 10 augusti 2022) - 200 meter – 22,08 (London, 11 augusti 2017) 0NR0 | Inomhus - 60 meter – 7,02 (Düsseldorf, 20 februari 2019) - 200 meter – 24,88 (Nanjing, 7 mars 2013) |